# غينو واشنطن
غينو واشنطن (بالإنجليزية: Geno Washington)‏ هو مغني وكاتب وموسيقي أمريكي، ولد في 1943 في إيفانسفيل في الولايات المتحدة.

## وصلات خارجية
- غينو واشنطن على موقع IMDb (الإنجليزية)
- غينو واشنطن على موقع ميوزك برينز (الإنجليزية)
- غينو واشنطن على موقع ديسكوغز (الإنجليزية)
- غينو واشنطن على موقع قاعدة بيانات الفيلم (الإنجليزية)